# Croisades contre les hussites
 (juillet 2015).
Les croisades contre les hussites sont des campagnes militaires des féodaux et de l'Église catholique contre les paysans et les partisans de Jan Hus en Bohême de 1420 à 1434. Ce furent les premiers combats en Europe où des armes portatives à poudre comme les arquebuses eurent une contribution décisive.

## Origines

### Contexte
Le mouvement hussite prit un caractère révolutionnaire dès que la nouvelle de la mort de Hus le 6 juillet 1415 atteignit Prague. Chevaliers et nobles de Bohême envoyèrent au concile de Constance le 2 septembre 1415 la protestatio Bohemorum, une protestation formelle, en fait en faveur de la réforme de l’Église, condamnant l’exécution de Jan Hus avec les mots les plus durs. L’attitude de l'empereur Sigismond, qui envoya des lettres de menaces en Bohême déclarant qu’il noierait bientôt tous les wycliffites et hussites, rendit furieux le peuple. Des troubles éclatèrent alors partout en Bohême.
Parmi les hussites, deux partis se forment. Peu de temps avant sa mort, Hus avait accepté une doctrine prêchée durant son absence par ses adhérents à Prague, nommée utraquisme ou obligation pour les croyants de recevoir la communion des deux espèces. Les Hussites utraquistes ont pris pour symbole le Calice. À la même époque, les réformateurs les plus extrêmes, refusant de reconnaître quelque autorité terrestre que ce soit et souhaitant vivre exclusivement selon les lois de la Bible, sont désignés sous le nom de Taborites, d'après la ville de Tábor, dans le sud de la Bohême, qui est désormais leur centre.
Contrairement à son frère Venceslas qui tolére voire soutint le mouvement hussite, Sigismond entreprit de le briser. Un certain nombre de hussites, menés par Nicolas de Hus — sans relation avec Jan Hus — quittèrent Prague. Ils tinrent des réunions dans divers endroits de Bohême, en particulier à Usti au nord de la Bohème à 200 kilomètres de l’endroit où fut fondée la ville de Tábor, dénonçant violemment Sigismond et se préparant à la guerre.
Bien que de nombreux hussites influents aient quitté la ville, les troubles continuèrent à Prague. Le 30 juillet 1419, une procession hussite menée par le prêtre Jan Želivský défenestre les conseillers impériaux depuis les fenêtres de la mairie de Prague. Cette défenestration, connue comme la première défenestration de Prague, provoque la mort — par infarctus — de Venceslas IV et le début des hostilités religieuses.

### Le déclenchement des combats

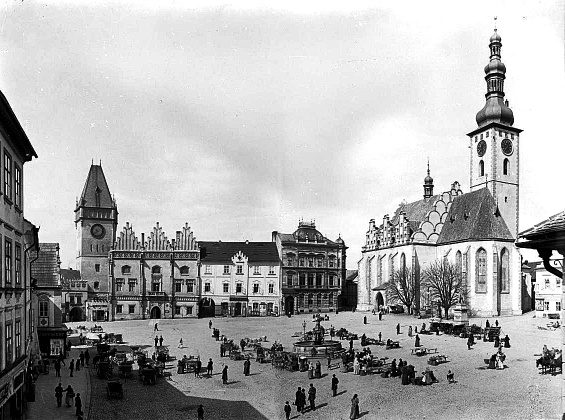
Tábor, place Jan Žižka.

À la proclamation de la mort du roi Venceslas, Prague est le théâtre d'une vive agitation. La vacance du pouvoir autorise les hussites à reprendre possession des églises dont ils ont été chassés. Le soir du jeudi 17 août 1419, le mouvement prend une tournure violente avec l'attaque de la chartreuse suburbaine du Jardin de la Vierge. Les moines sont chassés, les images détruites et le bâtiment incendié le lendemain. Le vandalisme se propage rapidement. Dans le centre de Prague, les insurgés s'attaquent aux couvents, aux églises et aux maisons closes. En province, des villes comme Písek et Klatovy au sud, Plzeň, Žatec et Louny à l'ouest, Hradec Králové à l'est, connaissent également des violences iconoclastes à partir du 20 août. Les destructions durent généralement quelques jours et se déroulent dans une ambiance festive.
Le 30 septembre, les hussites se réunissent en masse aux Croix (Na Křížkách). Des pèlerins se rendent clandestinement à Prague et commettent des actes iconoclastes, attaquant même l'église Saint-Michel. Inquiet des répercussions sur les négociations avec Sigismond, le Conseil de régence fait occuper le Château de Prague et d'autres lieux stratégiques à la mi-octobre. Le 6 novembre 1419, un détachement royaliste affronte des pèlerins près de Živohostě, tandis que des combats éclatent à Malá Strana, où les radicaux affrontent les catholiques et les soldats de Čeněk de Vartenberk, transformant la Bohême centrale en champ de bataille. Plusieurs catholiques, la plupart allemands et représentants du pouvoir impérial, sont expulsés des villes. Après qu’une partie considérable de la ville soit détruite, un cessez-le-feu est déclaré le 13 novembre.
La fragile unité du camp hussite se dissipe, poussant les dirigeants pragois à signer une trêve avec les représentants de Sigismond, en contrepartie de la protection du calice par la reine Sophie. Les nobles, favorables aux hussites mais soutenant la régente, promettent à Sigismond d’agir comme médiateurs, tandis que les citoyens de Prague consentent à rendre aux forces royales le château de Vyšehrad. Les radicaux qui désapprouvent le compromis sont contraints de quitter la capitale et de se retrancher à Plzeň, où des prédicateurs comme Venceslas Koranda et Jan Žižka prédisent le retour du Christ pour février 1420. Ce dernier, ne pouvant s’y maintenir, marche jusqu’au sud de la Bohême et, après avoir battu les catholiques à la bataille de Sudoměř, arrive à Usti le 25 mars 1420. Ne se sentant pas en sécurité, il se joint au nouveau camp à Tábor, nommé d’après le mont Thabor dans la Bible. Quatre capitaines (hetmans), dont Žižka, sont élus et une discipline militaire stricte est instaurée.

## Déroulement des croisades

### La première croisade anti-hussite (1420-1421)

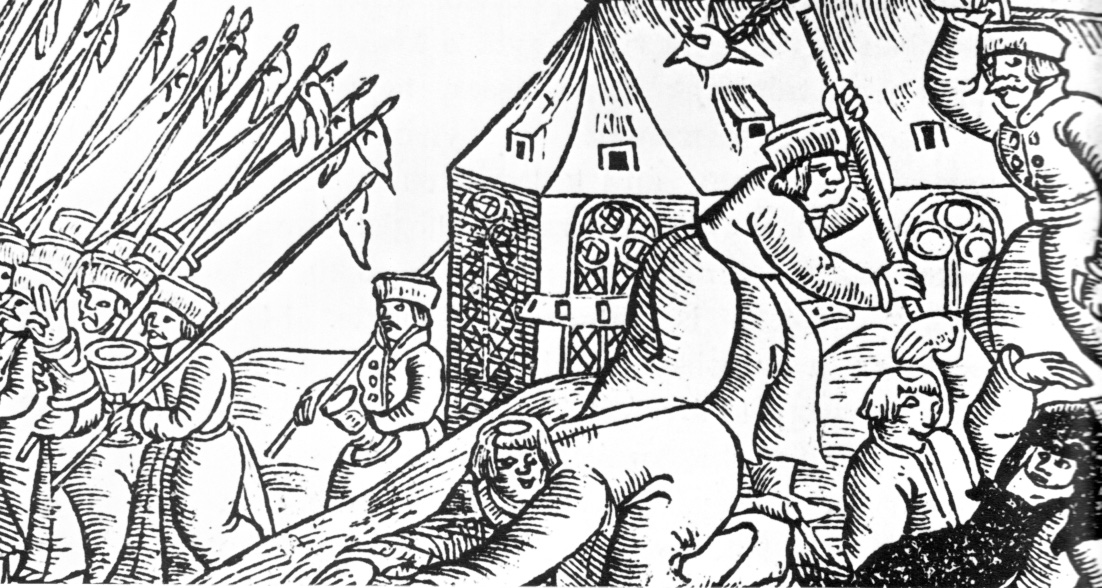
Massacre des partisans hussites (chronique de Bonée, 1545).

Sigismond devint roi de Bohême, au décès de son frère Wenceslas ; mais il n’était pas clair si la succession était héréditaire ou élective. Comme soutien de l'Église de Rome, il obtint l'aide du pape Martin V qui promulgua le 14 mars 1420 une croisade pour la destruction des hérétiques.Martin V a toujours prôné la force contre les dissidents, et l'Église romaine reconnaît que des territoires entiers ont été coupés de la chrétienté.La guerre sainte est proclamée le 17 mars 1420 à Wrocław par le légat Fernando de Palacios. Une vaste armée croisée réunissant de nombreux princes allemands et des aventuriers attirés par le pillage venus de toute l'Europe assiégea Prague le 30 juin. La noblesse et les villes impériales assistent à l'exécution des chefs d'une insurrection silésienne deux ans plus tôt, ainsi que du hussite pragois Jean Krása, sur ordre de Sigismond, envoyant ainsi un avertissement clair aux Tchèques.L'armée hussite menée par Jan Žižka remporta la victoire sur les croisés à la bataille de Vitkov, et Žižka entra dans Prague en libérateur. La colline de Vitkov portera désormais le nom de Žižkov. Des négociations furent entreprises pour tenter de résoudre les différences religieuses. Sigismond gardait les châteaux de Vyšehrad et de Prague qui, s'ils dominaient Prague, étaient isolés l'un de l'autre. Essayant de les ravitailler, Sigismond fut battu le 1er novembre près de Pankrác (cs), une banlieue de Prague. Presque toute la Bohême était sous le contrôle des rebelles.

### La deuxième croisade (1421-1422)

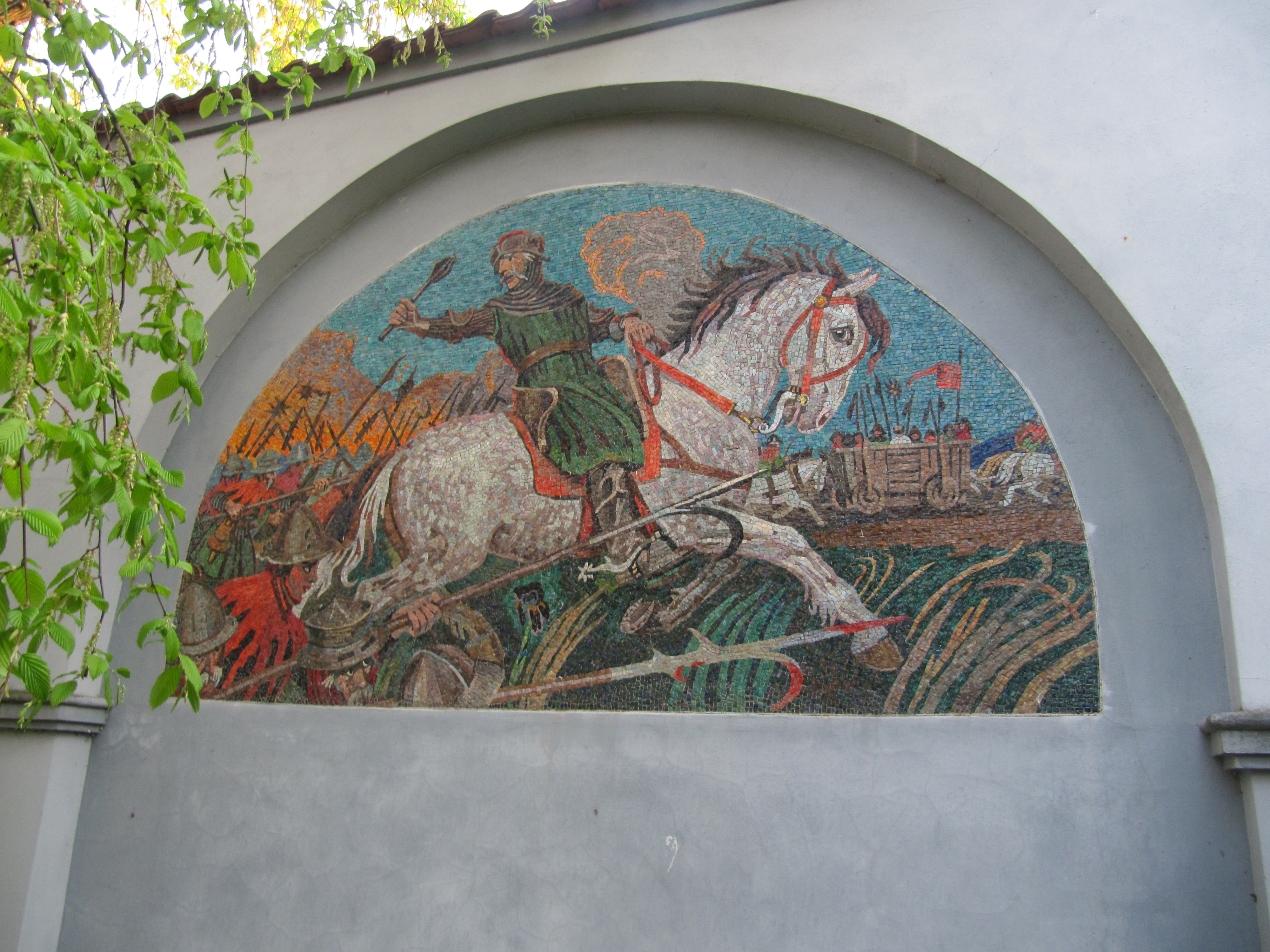
Jan Žižka menant les taborites au champ de bataille. Kroměříž, Tchéquie

Des troubles internes ne permirent pas aux nouveaux maîtres de s’organiser efficacement. À Prague, le prêtre Jan Želivský devint dictateur et à Tabor, le mouvement égalitariste (prônant l'égalité absolue de tous devant Dieu et sur terre, prônant le partage des biens matériels) fut réprimé par Žižka. Peu de temps après, une nouvelle croisade fut entreprise. Une grande armée allemande envahit et mit le siège, en août 1421, de la ville de Žatec. Les croisés espéraient avoir l’appui de Sigismond mais il était prisonnier en Hongrie. À l’annonce de l’arrivée de l'armée hussite les croisés s’enfuirent. Sigismond ne parvint en Bohême qu’à la fin de l’année où il prit possession de la ville de Kutná Hora et subit une défaite décisive à la bataille de Německý Brod (Deutschbrod) le 6 janvier 1422. La force des troupes paysannes hussites repose dans leur alliance avec les artisans des villes : les paysans résistaient aux assauts des chevaliers armés de simples lances par des murs (Vozová hradba en tchèque) ou forts de chariots (Wagenburg en allemand), en utilisant des armes à feu modernes (fusils et canons) fabriquées par les artisans. Ces artisans sont même les inventeurs de l'ancêtre du pistolet[réf. nécessaire].

### Guerre civile

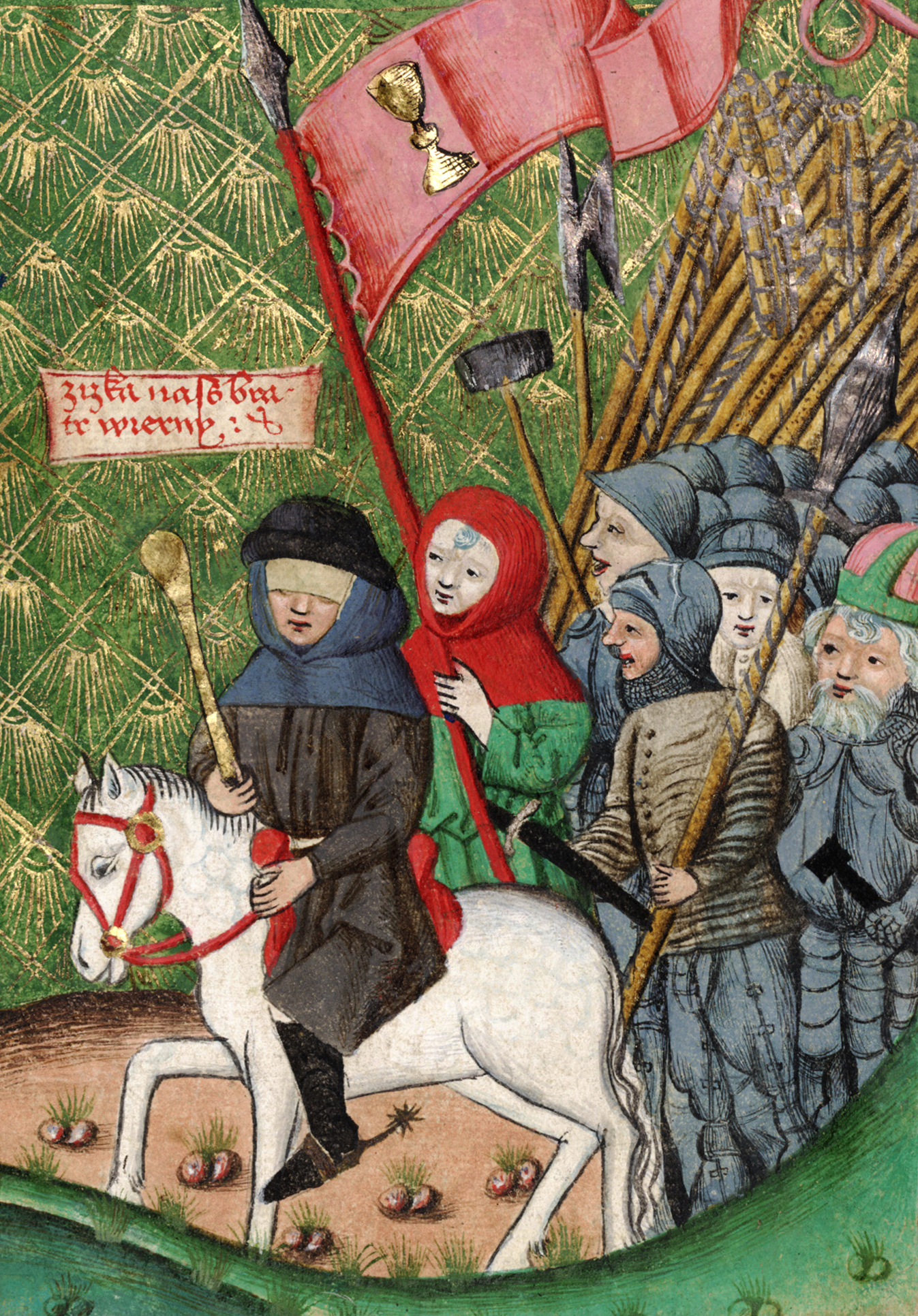
Jan Žizka dirige l'armée (codex d'Iéna)

Jan Želivský fut arrêté le 9 mars 1422 par le conseil communal de Prague et décapité. Žižka dut réprimer des troubles à Tabor. Le prince Sigismond Korybutovic de Pologne devint pendant une courte période le gouverneur du pays. Mais après son départ la guerre civile éclata de nouveau entre les Utraquistes de Prague et les taborites. Ceux-ci menés par Žižka battirent l’armée des utraquistes menée par Čeněk de Wartenberg (en) ; peu après un armistice fut conclu à Konopilt. Les rebelles envahirent la Moravie catholique dont une partie de la population était favorable à leur croyance.
C’est vers cette époque troublée qu’une partie des Roms décida de quitter le pays tchèque. Un groupe de Roms obtient de Sigismond un sauf-conduit, acte signé le 17 avril 1423 au château de Spis. C’est avec ce document que les Roms parcourent le Saint-Empire et arrivent en France où ils furent (mal) accueillis sous le nom de « Bohémiens », car venant de Bohemia, le nom latin du pays.

### La troisième croisade (1422)
Dans la seconde partie de l'année 1422, une armée réduite menée par le margrave Frédéric Ier de Brandebourg ne connait qu'un succès limité et les troupes de Sigismond qui devaient l'appuyer n'ont pas plus de succès alors que les négociations avec les insurgés échouent. L'échec de cette 3e croisade réactive la guerre civile en Bohême

### La quatrième croisade (1426-1427)
Les croisés menacent les positions hussites par le nord à partir de Meissen. Sigismond Korybutovic et Procope le Grand, commandants de l'armée hussite, infligent de graves défaites aux féodaux allemands à la bataille d'Usti nad Labem (Aussig) puis 
le 4 août 1427 lors de la bataille de Tachov (en) près de Stribo, leur permettant de mener des raids en Haute-Autriche. L'attitude hésitante de Sigismond de Luxembourg décourage la volonté des croisés d'en finir par la force avec les « hérétiques de Bohême ».

### La cinquième croisade (1431-1433)

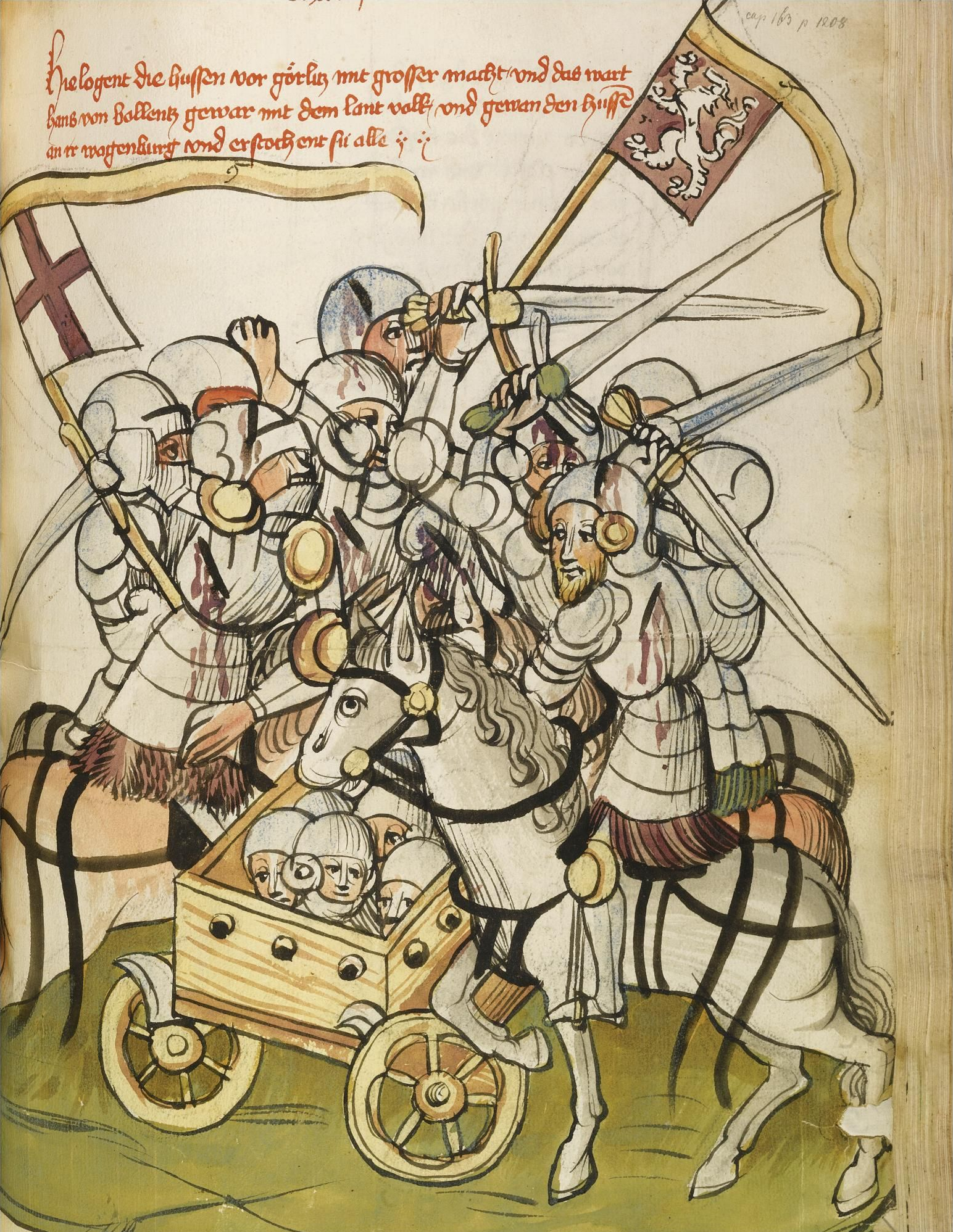
Bataille de Chrastava, 11 novembre 1428

La suite ininterrompue des victoires hussites semblait rendre vaine toute tentative de les faire plier par la force. De plus, le caractère populaire et égalitaire des hussites rendait les princes des pays environnants nerveux et ils craignaient la contagion de ces idées à leurs sujets. Les utraquistes, pour leur part, préféraient consolider leurs conquêtes que de poursuivre une guerre épuisante. Aussi des pourparlers de paix commencèrent le 3 mars 1431, au Concile de Bâle entre la puissance catholique et le clergé hussite. Les catholiques rejetèrent avec véhémence la suggestion que des représentants de l’Église orthodoxe et d’autres branches chrétiennes soient présents.
Mais avant de donner leur consentement, les féodaux catholiques voulurent faire un dernier essai pour mettre au pas les hussites. Ce fut le début de la cinquième croisade. Une grande armée, la plus grande jamais réunie contre les hussites, est constituée sous les ordres du comte Frédéric Ier de Brandebourg, accompagné du cardinal Cesarini, légat du pape : elle comprend mille chariots de combats et 150 canons. Elle franchit la frontière de Bohême le 1er août 1431 et le 14 août atteint la ville de Domažlice. Cependant dès que l'armée conduite par Procope Le Grand se présenta, renforcée par six mille Polonais hussites, les chevaliers et mercenaires croisés prirent la fuite une fois de plus devant l'avance des troupes paysannes. La légende veut que ce fût le chant de guerre des hussites, Kdož jsou Boží bojovníci (en) (Ceux qui sont les soldats de Dieu) qui les eût mis en déroute.
Par conséquent, le 15 octobre, les membres du concile envoyèrent une invitation formelle aux rebelles pour négocier la paix. Une délégation de ceux-ci menée par Procope Le Grand et incluant Jean de Rokycana, l'abbé de Tabor Nicolas de Pelhřimov, le « hussite anglais » Peter Payne (en) et d’autres arrivèrent le 4 janvier 1433. Les discussions traînèrent en longueur.
Le 30 mai 1434, le conflit fratricide entre les extrémistes et les modérés reprit. L’armée des taborites fut écrasée à la bataille de Lipany qui voit la mort du hetman des taborites, Procope le Grand.

## Accord de paix
Les modérés ayant pris le dessus, ils présentèrent leurs demandes qui furent acceptées le 15 juillet 1436 par le Saint-Siège après un petit amendement qui concernait surtout les possessions des ordres catholiques à Jihlava. Les Compactata sont également avalisés en 1436 par l'empereur Sigismond dont c'était l'unique chance de se voir reconnaître comme roi de Bohême par les états généraux de la couronne de Bohême. Les Compactata reconnaissent la confiscation, lors des soulèvements hussites, des biens de l'Église, confiscations qui ont profité à la noblesse tchèque et aux villes. Les attentes « démocratiques » des couches moins favorisées de la population furent, pour l'essentiel, déçues.

## Dans la culture
- Le deuxième partie de l'opéra Les Voyages de monsieur Brouček de Leoš Janáček se déroule à Prague en 1420, dans le contexte de la première guerre hussite.
- Le manga Dívčí Válka, par l'auteur et dessinateur Kouichi Ohnishi (parfois francisé en Ônishi Kôichi), présente la vie d'une jeune fille, Šárka, victime d'exactions (des viols, et sa famille est massacrée) de guerres terribles, qui va se retrouver enrôlée, plus ou moins volontairement dans l'armée de Jan Žižka, et fait donc partie des hussites[2].
- La saga de la Trilogie Hussite d'Andrzej Sapkowski se déroule durant les croisades contre les hussites[3].
- Les croisades hussites sont dépeintes dans Age of Empires II: Definitive Edition au travers de la campagne de Jan Žižka.